# Girolamo da Montesarchio
De Italiaanse kapucijnermonnik Girolamo da Montesarchio bracht twintig jaar door in het Koninkrijk Kongo, halverwege de 17e eeuw. Zijn manuscript, getiteld Viaggio al Congho, is vandaag de dag een waardevolle bron voor historici die zich verdiepen in de geschiedenis en samenleving van de regio.
Het manuscript wordt bewaard in het Archivio Provinciale dei Cappuccini di Provincia di Toscana, in het Montughi-klooster te Florence, en werd voor het eerst bewerkt en uitgegeven in 1976. Montesarchio’s verslag vormt een belangrijke aanvulling op het werk van Giovanni Cavazzi da Montecuccolo, Istorica descrizione, dat in 1687 werd gedrukt.
In Rome is er een plein, Largo Girolamo da Montesarchio, dat zijn naam eert.